# 세이버메트릭스
세이버메트릭스(Sabermetrics)는 1971년 8월 밥 데이비스가 창시한 미국야구연구협회(The Society for American Baseball Research, SABR)라는 모임에서 만들어진, 야구를 통계학적/수학적으로 분석하는 방법론이다. 세이버메트릭스는 빌 제임스가 창시한 이래로 수많은 변화를 겪어왔으며, 이제는 단순한 개인의 취미 차원을 넘어서 야구 전반에서 쓰이고 있을 만큼 널리 퍼져 있다. 창시되었던 1970년대에는 많은 변화를 가져오지 못하였으나, 1980년대를 넘어 1990년대부터는 본격적으로 야구계에 영향을 미치기 시작하였다.